# Trevoria
Trevoria là một chi thực vật có hoa trong họ Lan.